# Episodi di Les Mystères de l'amour (trentesima stagione)
La trentesima stagione della serie televisiva Les Mystères de l'amour è andata in onda in Francia dal 1º ottobre 2022  al 14 gennaio 2023 sul canale Telemontecarlo.
In Italia è inedita.
| nº | Titolo originale              | Titolo italiano | Prima TV Francia | Prima TV Italia |
| -- | ----------------------------- | --------------- | ---------------- | --------------- |
| 01 | Dénouement fatal              |                 | 1 ottobre 2022   |                 |
| 02 | Un seul être vous manque      |                 | 2 ottobre 2022   |                 |
| 03 | Les forces de la rue          |                 | 8 ottobre 2022   |                 |
| 04 | La cour des miracles          |                 | 9 ottobre 2022   |                 |
| 05 | Entre chiens et loups         |                 | 15 ottobre 2022  |                 |
| 06 | Arrêt imprévu                 |                 | 16 ottobre 2022  |                 |
| 07 | Bonnes et mauvaises nouvelles |                 | 22 ottobre 2022  |                 |
| 08 | Recherche frère et soeur      |                 | 23 ottobre 2022  |                 |
| 09 | Recherches et découvertes     |                 | 29 ottobre 2022  |                 |
| 10 | Mémoire en fuite              |                 | 30 ottobre 2022  |                 |
| 11 | Dangereuse vision             |                 | 5 novembre 2022  |                 |
| 12 | Assauts programmés            |                 | 6 novembre 2022  |                 |
| 13 | Comme frère et soeur          |                 | 12 novembre 2022 |                 |
| 14 | Prédiction réalisée           |                 | 19 novembre 2022 |                 |
| 15 | Amitiés fatales               |                 | 20 novembre 2022 |                 |
| 16 | Prison pour flics             |                 | 26 novembre 2022 |                 |
| 17 | Tempête pour un bracelet      |                 | 27 novembre 2022 |                 |
| 18 | Retour de flammes             |                 | 3 dicembre 2022  |                 |
| 19 | Un problème en moins          |                 | 4 dicembre 2022  |                 |
| 20 | Derniers préparatifs          |                 | 10 dicembre 2022 |                 |
| 21 | En concert                    |                 | 11 dicembre 2022 |                 |
| 22 | Replay                        |                 | 17 dicembre 2022 |                 |
| 23 | Retrouvailles                 |                 | 18 dicembre 2022 |                 |
| 24 | l’instinct basique            |                 | 7 gennaio 2023   |                 |
| 25 | L’ange de Colombie            |                 | 8 gennaio 2023   |                 |
| 26 | La triste fin                 |                 | 14 gennaio 2023  |                 |